# Pas de toit sans moi

Pas de toit sans moi est un téléfilm français réalisé par Guy Jacques en 2008 et diffusé en 2009.

## Synopsis
Un célibataire chômeur et aigri, est contraint de cohabiter avec sa voisine et ses deux enfants pour éviter d’être expulsé de son spacieux appartement..

## Fiche technique
- Scénario : Philippe Niang et Cheik Doukouré
- Pays :  France
- Année de production : 2008[2]
- Dates de diffusion :  
  - 28 novembre 2009 sur RTL TVI
  - 1er juin 2011 sur France 2

## Distribution
- Antoine Duléry : Paul Morand
- Aïssa Maïga : Ashanti
- Bernadette Lafont : Madeleine Morand, la mère de Paul
- Cheik Doukouré : Tonton Fall
- Carine Ndoumou Ekokobe : Bintou
- Samen Télésphore Teunou : Léo
- Salomé Blechmans : Roxane Morand, la fille de Paul
- Maka Sidibé : Bakari
- Dan Herzberg : Le lieutenant Fournier
- Françoise Lépine : Nathalie
- Delphine Grandsart : Dominique
- Sophie Mounicot : Irène Bouchardeau
- Michelle Taieb : la concierge
- Crystal Shepherd-Cross : Agnès Delamare
- Chad Chenouga : le policier
- Emmanuel List : Dusapin
- Mariam Kaba : Kidia
- Gérald Morales : le directeur de la maison de retraite